# Алтай (футбольний клуб)
«Алта́й» СК (тур. Altay Spor Kulübü) — турецький футбольний клуб з міста Ізмір. 
Виступає в третьому дивізіоні — Другій лізі. Матчі проводить на стадіоні «Алсанджак».

## Історія
Клуб засновано 16 січня 1914 року під назвою «Істікляль», а 1915 року змінено на «Алтай». Клубними кольорами обрано чорний і білий. 
У вищому дивізіоні клуб провів 41 сезон (останній — 2002/03).

## Досягнення
- Чемпіонат Туреччини: 3-є місце (1969/70, 1976/77)
- Кубок Туреччини з футболу: володар кубка (1966/67, 1979/80)
- Суперкубок Туреччини з футболу: фіналіст (1967, 1980)

## Виступи в єврокубках
Кубок володарів кубків:
| Сезон     | Раунд |            | Клуб                | Рахунок  |
| --------- | ----- | ---------- | ------------------- | -------- |
| 1967—1968 | 1/16  | Бельгія    | «Стандард» (Льєж)   | 2-3, 0-0 |
| 1968—1969 | 1/16  | Норвегія   | «Люн» (Осло)        | 3-1, 1-4 |
| 1980—1981 | 1/16  | Португалія | «Бенфіка» (Лісабон) | 0-0, 0-4 |

Кубок ярмарків:
| Сезон     | Раунд |        | Клуб              | Рахунок   |
| --------- | ----- | ------ | ----------------- | --------- |
| 1962—1963 | 1R    | Італія | «Рома» (Рим)      | 2-3, 1-10 |
| 1969—1970 | 1R    | НДР    | «Карл Цайс» (Єна) | 0-1, 0-0  |

Кубок УЄФА:
| Сезон     | Раунд |     | Клуб              | Рахунок  |
| --------- | ----- | --- | ----------------- | -------- |
| 1977—1978 | 1R    | НДР | «Карл Цайс» (Єна) | 1-5, 4-1 |

## Відомі гравці
- Алпай Озалан
- Фатіх Текке
- Сергій Гусєв
- Юрій Шелепницький